# ベデカー

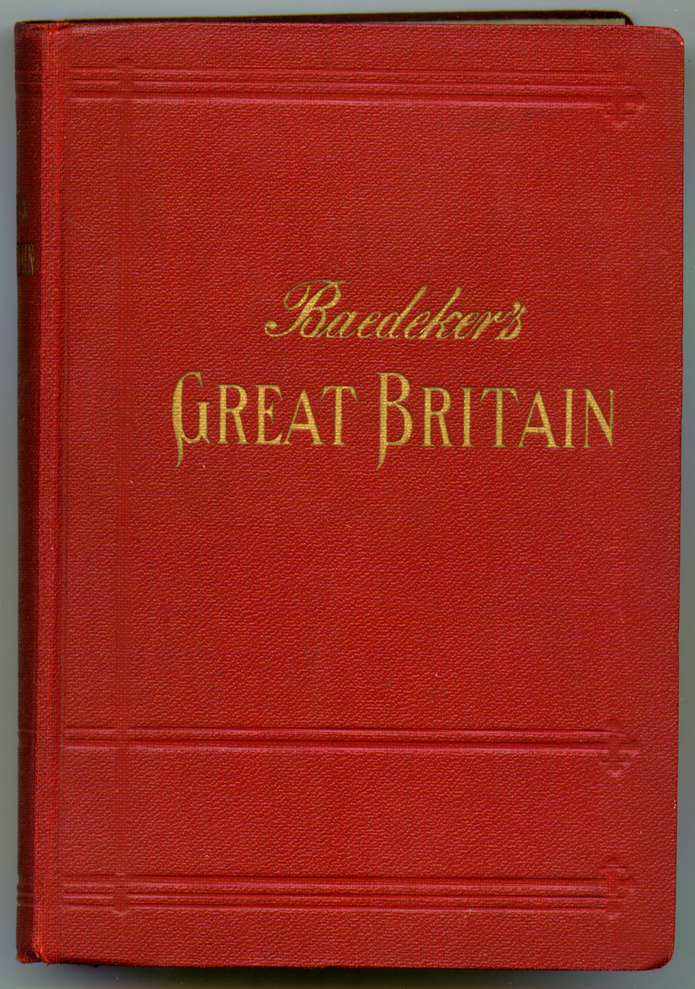
1937年のベデカー「イギリス版」

ベデカー（独: Verlag Karl Baedeker）は、近代的旅行案内書の草分け的存在を出版しているドイツの出版社、および、その会社が出版する旅行案内書。
専門家が執筆し、最新の情報を掲載するために頻繁に改訂される。旅人への利便性のために持ち運びに便利なサイズにしてある。他社の旅行案内書も「ベデカー」と呼ぶことがあるほどに、欧米でその名は浸透している。

## 歴史
1827年にカール・ベデカー(Karl Baedeker)が設立する。兄弟の死や不具によって家督を継いだ三男のフリッツ・ベデカー(Fritz Baedeker)が1872年に社屋をライプツィヒに移転させる。
機械輸送の発展に伴って、フリッツは鉄道ガイド、外国ガイドに家業を広げていった。
第一次世界大戦の前にはベデカーは非常に有名な旅行案内書になり、旅行案内書を書くために旅行することを英語で beadekering と言うほどであった。

### 第二次世界大戦
第二次世界大戦中の1942年、ドイツ軍は報復爆撃としてイギリスの都市に対して空襲を行った。この空襲の目標地はベデカー社の出版物を参考に選んだので、この空爆はベデカー爆撃と呼ばれている（旅行ガイド#ベデカー爆撃参照）。
1943年の12月にベデカー社の施設や書類は空襲により灰燼に帰した。しかし1948年に創業者のひ孫が再建し、旅行案内書の出版社としての再スタートを切る。
この大戦中、ナチスは占領地区の旅行書を作成することを任じた。その地区はポーランド、ウクライナ、アルザスなどである。

### 第二次世界大戦後
1978年に保険会社であるアリアンツに経営統合され、ベデカー・アリアンツの旅行書と呼ばれるようになる。しかし2001年現在、64もの英語版と24ものフランス語版にはアリアンツの名は入っていない。